# 默爾塔角

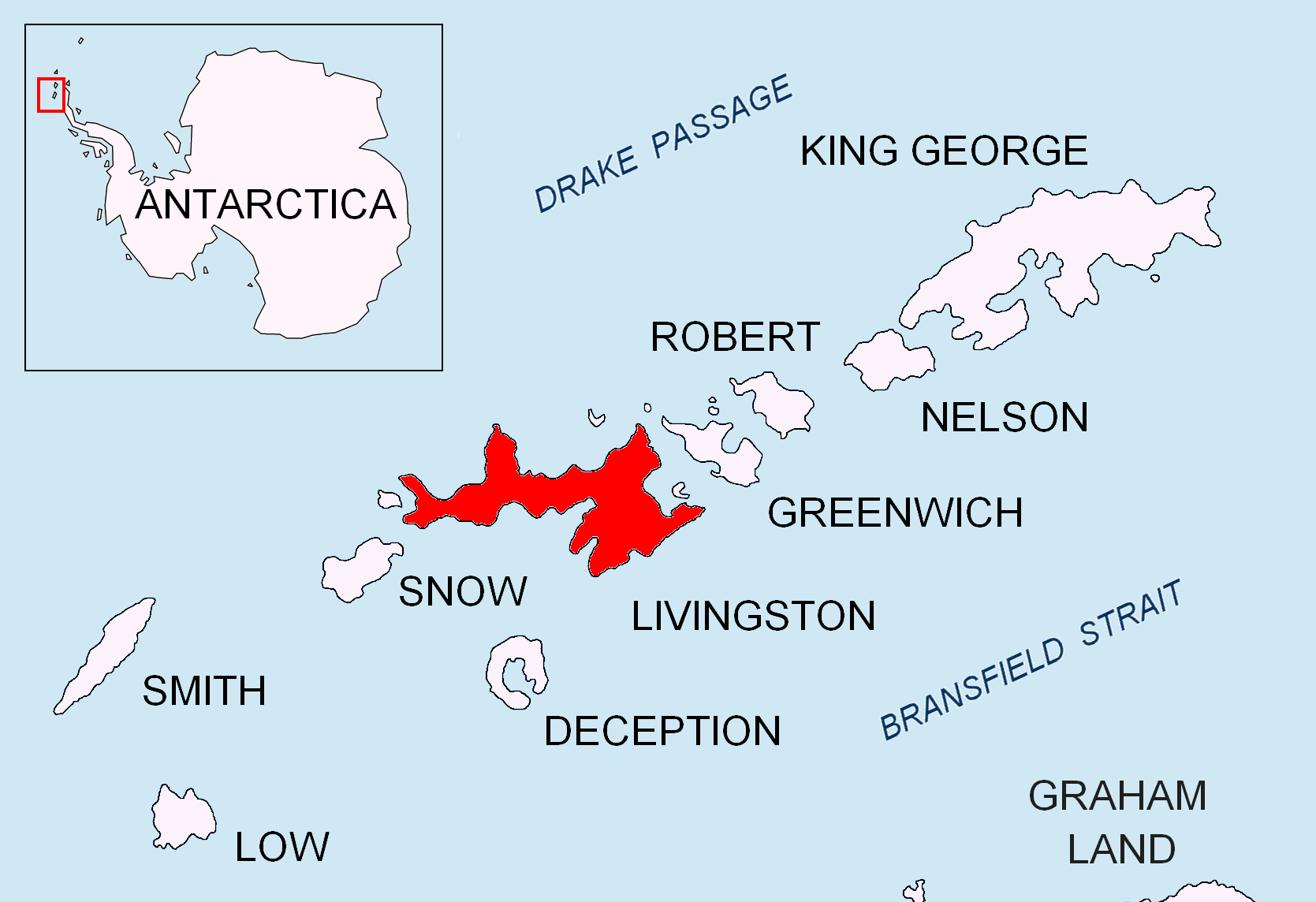

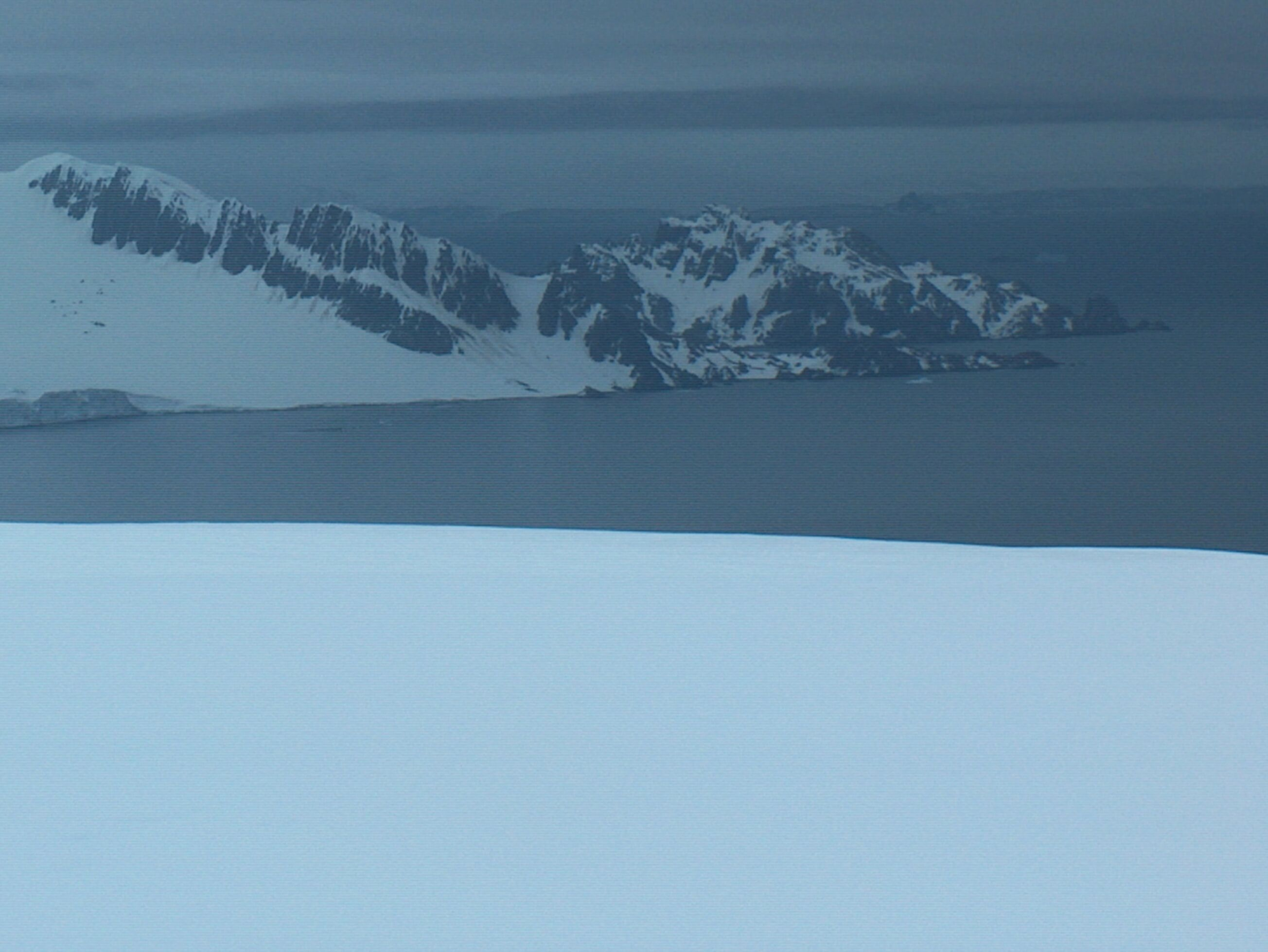

默爾塔角（Melta Point），是南極洲的海岬，位於南設得蘭群島的利文斯頓島，處於西丁斯角東南面1.4公里、特雷斯嶺以北1.5公里和貝茲梅爾角西南面8.55公里，現時由南極條約體系管理。
62°32′49.8″S 60°24′16″W / 62.547167°S 60.40444°W